# آکاسیای پشمین
آکاسیای پشمین(نام علمی: Acacia vestita) نام یک گونه از سرده آکاسیا است.